# Héricourt-en-Caux
Héricourt-en-Caux è un comune francese di 969 abitanti situato nel dipartimento della Senna Marittima nella regione della Normandia.

## Società

### Evoluzione demografica
Abitanti censiti

## Amministrazione

### Gemellaggi
- Roncaro[2][3]